# Silvio Franceschelli
Silvio Franceschelli (Pistoia, 16 agosto 1970) è un politico italiano.

## Biografia
Nato a Pistoia, si trasferisce a Montalcino durante l'infanzia. Dopo la maturità tecnico-commerciale si laurea in Giurisprudenza presso l'Università degli Studi di Siena. Dopo il servizio di leva nella Polizia di Stato, nel 2000 ottiene l'abilitazione alla professione di avvocato, svolgendo la propria attività all'interno di uno studio associato con sede principale a Siena.

## Attività politica
Iscritto al Partito Democratico, del quale ricopre il ruolo di segretario provinciale di Siena dal 2009 al 2011.
Alle elezioni comunali del 2012 è eletto sindaco di Montalcino per una lista unitaria di centrosinistra composta da PD, Sinistra Ecologia e Libertà e Partito Socialista Italiano, ottenendo l'80,03% contro il 19,97% dello sfidante di centrodestra Claudio Cesarini. Ha ricoperto questo ruolo per la prima volta fino alla fusione amministrativa il 31 dicembre 2016 tra i comuni di Montalcino e San Giovanni d'Asso. Dopo un breve periodo di commissariamento, viene riconfermato alle elezioni comunali del 2017 alla guida della lista Centrosinistra per Montalcino con il 74,24%, superando Ubert Ciacci del centrodestra (13,43%).
Nel settembre 2018 è eletto presidente della provincia di Siena, sconfiggendo con il voto ponderato il sindaco di Siena Luigi De Mossi, è poi confermato nel 2020. 
Alle elezioni comunali in Toscana del 2022 è eletto per la terza volta sindaco di Montalcino con l'80,26% dei voti davanti al candidato civico Angelo Cosseddu (19,74%).
Il 28 luglio 2022 Franceschelli annuncia le sue dimissioni dal ruolo di Presidente della Provincia per candidarsi alle elezioni nazionali anticipate di settembre. Alle elezioni politiche del 2022 risulta eletto nel collegio plurinominale Toscana - 01 dalla terza posizione nella lista Partito Democratico - Italia Democratica e Progressista. Nella XIX legislatura è membro della 9ª Commissione Industria, commercio, turismo, agricoltura e produzione agroalimentare, della Commissione parlamentare per la semplificazione, della Commissione parlamentare d'inchiesta sui fatti accaduti presso la comunità Il Forteto e membro supplente del Consiglio di garanzia.